# Poggiardo
Poggiardo ist eine südostitalienische Stadt (città).

## Geografie
Die Stadt hat 5811 Einwohner (Stand 31. Dezember 2023). Sie liegt in der Provinz Lecce in Apulien, etwa 35 Kilometer südsüdöstlich der Provinzhauptstadt Lecce im Salento. Bis zur Adria sind es etwa 8 Kilometer in südöstlicher Richtung.

## Geschichte
Die Messapier siedelten im Ortsteil Vaste (historisch: Bastae oder Bausta), der noch auf diese Zeit des 7. Jahrhunderts v. Chr. zurückgeht. Auf dem Gemeindegebiet wurden Funde gemacht, die im Palazzo Baronale ausgestellt werden bzw. an den Fundorten als Rekonstruktion zu sehen sind. 
Am Stadtrand liegt der archäologische Park „Parco dei Guerrieri“, in dem ein Teil der Stadtmauer mit Nordost- und Nordtor gefunden wurden. Es wurde eine Wallanlage aufgeschüttet, auf deren Krone die Silhouetten messapischer Krieger stehen. Am Wall steht ein nachgebauter hölzerner Belagerungsturm. 

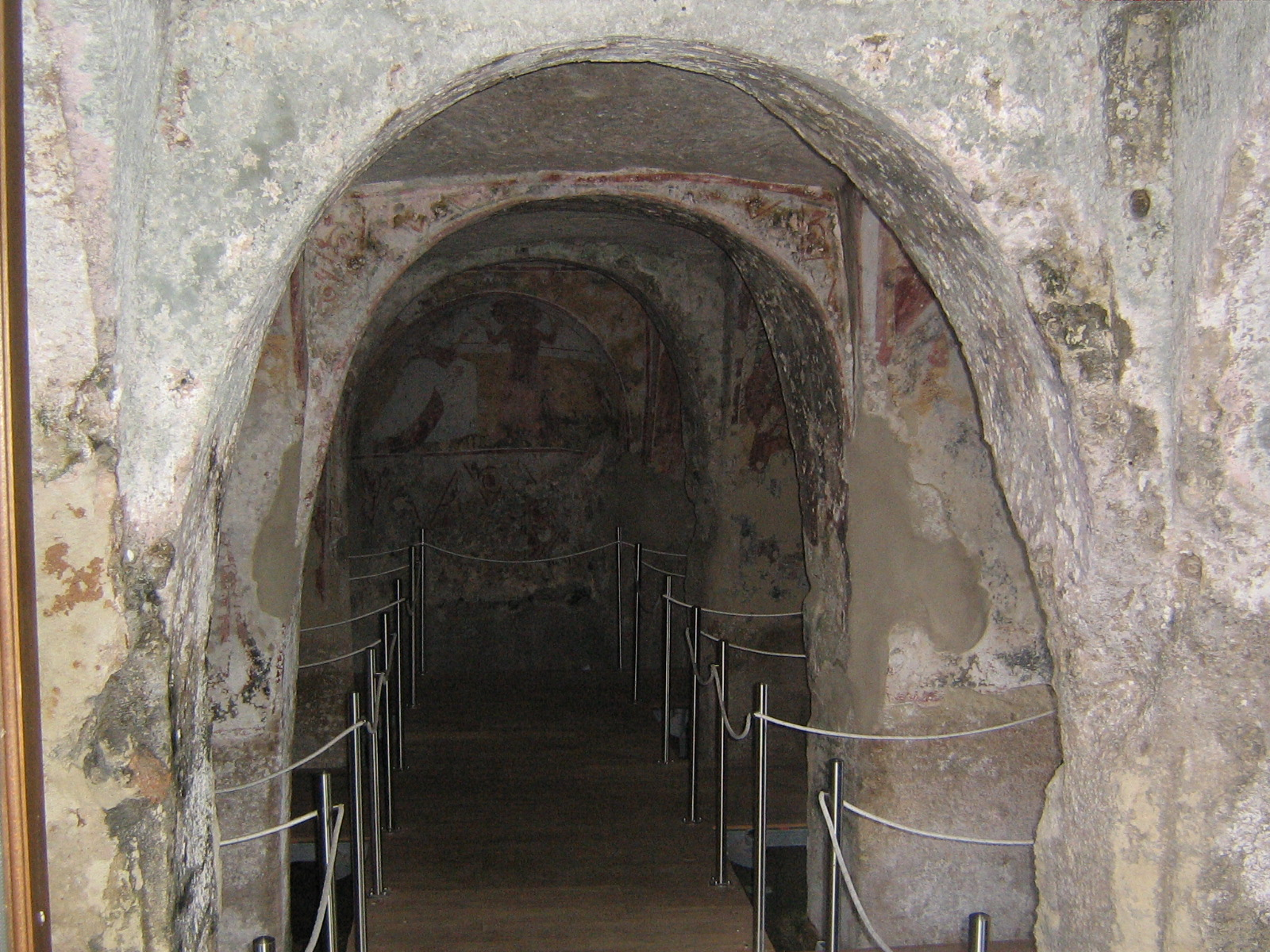
Felsenkirche Santi Stefano

Weiter nordöstlich in Richtung der Felskirche S. Stefano liegt im fondo Giuliano ein archäologisches Gelände mit einem Steinbruch, einigen Felsgräbern und die Grundmauern einer mehrfach umgebauten Kirche, in einer Grotte. Um die vom 5. bis 10. Jahrhundert genutzte Kirche lagen kleine Weiler, in denen die Menschen lebten und ihre Gräber gefunden wurden. 
Die eisenzeitliche Besiedlung ist durch Scherben der Impastokeramik, einer handgetöpferten, eher dickwandigen Tonware belegt. Aus dem 9.–8. Jahrhundert v. Chr. stammen Hüttenfundamente im Bereich der Piazza Dante. Eine solche Hütte mit Spitzdach wurde nahe der Felskirche S. Stefano nachgebaut. Ab dem 6. Jahrhundert v. Chr. sind in der Architektur griechische Einflüsse fassbar. Davon zeugen ein schönes dorisches Kalksteinkapitell mit Rosetten auf der Deckplatte (Abakus), das bei der Felskirche S. Stefano geborgen wurde und ein Friesfragment mit Lotus-Palmetten und Zahnschnitt aus dem fondo Giuliani. Ab dem 5. Jahrhundert v. Chr. findet sich rotfigurige, griechische Keramik in den Gräbern. Ein Wall aus Steinbrocken und Erde schützte die Siedlung. 
Im 4. Jahrhundert v. Chr. wird die ältere Straßenführung verändert. Dem Wall folgte eine Steinmauer begleitet von einer Erdaufschüttung (Agger), die mit etwa 3,35 km Länge etwa 78 ha Wohn- und Anbaugebiet umfasst. Sie wird im 3. Jahrhundert erneuert. In ihr war eine der ältesten messapischen Inschriften aus der Zeit um 500 v. Chr. verbaut. 
Unter der Piazza Dante, mit 107 m ü. d. M. die höchste Erhebung und das antike Zentrum, wurde eine Kultstätte des 4.–3. Jahrhunderts v. Chr. mit mehreren Räumen, einigen Gruben mit Votiven, der Terrakotta-Maske einer weiblichen Gottheit und Tongefäßen und schlichte Weihesteine gefunden. Eine zeitgleiche, teilweise auch ältere kleine Kultanlagen liegt im fondo Melliche. 
Neben einer Straße wurde der Bereich um eine Basis, die einen Altar oder Weihstein trug, eingefriedet, benachbart liegen eine Zisterne, kleine Feuerstellen und ein kleiner Altar. Westlich davon lag ein Votivdepot mit Gefäßscherben, Miniaturgefäßen, drei Tierschädeln, drei Silbermünzen und vier Webgewichten.
Im fondo Lucernara wurde außerhalb der Stadtmauer eine Werkstattanlage des 4. Jahrhunderts v. Chr. freigelegt. Vier benachbarten Räumen wurden in einer zweiten Phase 
auf 130 m Länge zwei Vorbauten vorgesetzt. Solche hellenistischen suburbanen Haus- und Werkstattbauten wurden auch vor den Mauern Brindisis beobachtet. 
Ein Abschnitt einer mit Tuffgeröll gepflasterten Straße und ein Gehöft des 4.–3. Jahrhunderts v. Chr. wurden im fondo S. Antonio untersucht. Hier standen um einen großen Hof Wohn-, Arbeits- und Lagerräume. Die Gräber des 4.–3. Jahrhunderts v. Chr. liegen vor allem im Norden der Stadt und an der Straße nach Otranto vor dem Nordosttor. 
1869 wurde nördlich der Piazza Dante ein Kammergrab des 3. Jahrhunderts v. Chr. entdeckt. Die Türen der beiden parallelen Hauptkammern wurden jeweils von zwei Karyatiden, weiblichen Stützfiguren flankiert. Oberhalb der Karyatiden verlief ein Fries, der geflügelte Wagenlenker, wohl Eroten, auf Wagen zeigt, die von je drei Löwen gezogen werden. Ein Karyatidenpaar und eine Reliefplatte sind heute im Museo Provinciale di Lecce, das anderen im Museo Nazionale in Tarent zu sehen. Das Grab wurde im Folgenden nicht gepflegt und seiner Steine beraubt, so dass es sich heute als Erdloch präsentiert. Mit der römischen Einflussnahme verkleinert sich das Siedlungsareal; aus dieser Zeit stammen 
einige lateinisch beschriftete beinerne Spielsteine. 
Im Museum sind die Grabbeigaben der Gräber im fondo Melliche ausgestellt: lokale und griechische Ton- und Bronzegefäße, Lampen und Bronzefibeln. Die Front des Kammergrabes mit den Karyatiden wurde in Holz rekonstruiert. In Saal D werden die der Auffindung nachempfundenen Gräber Tomba dell’Atieta und Tomba del Cavaliere ausgestellt. Ersteres enthält neben zwei Strigiles zur Körperpflege nach der sportlichen Betätigung auch eine kleine Lekythos (Ölspendegefäß), eine Schale und einen großen rotfigurigen Glockenkrater sowie ein Bronzesieb als Zubehör zur Weinzubereitung. 
1156 wurde der Ort durch Wilhelm I. von Sizilien zerstört.

## Verkehr
Der Bahnhof von Poggiardo liegt an der Bahnstrecke Zollino–Gagliano Leuca.
Durch die Gemeinde führt auch die frühere Strada Statale 497 di Maglie e di Santa Cesarea Terme (heute die Provinzstraße 363).

## Persönlichkeiten
- Germano Longo (1933–2022), Schauspieler